# Danny Huston
Daniel Sallis Huston (sinh ngày 14 tháng 5 năm 1962) là nam diễn viên, đạo diễn người Mỹ. Huston từng nhận được một đề cử giải Independent Spirit vào năm 2003.
Ông từng tham gia sê-ri American Horror Story trong mùa 3 American Horror Story: Coven và mùa 4 American Horror Story: Freak Show. Ông cũng vào vai Erich Ludendorff trong Wonder Woman (2017).

## Đời tư
Huston từng hai lần kết hôn. Cuộc hôn nhân đầu tiên với nữ diễn viên Virginia Madsen kéo dài từ năm 1989 đến năm 1992. Năm 2001, ông cưới Katie Jane Evans, đến năm 2008, cả hai đã ly hôn. Ông và Katie sinh được một con gái.